# 134e division d'infanterie (Allemagne)
Pour les articles homonymes, voir 134e division d'infanterie.
La  134e division d'infanterie  (en allemand : 134. Infanterie-Division ou 134. ID) est une des divisions d'infanterie de la Wehrmacht durant la Seconde Guerre mondiale.

## Création
La 134. Infanterie-Division est formée le 15 octobre 1940 dans le Wehrkreis XIII en tant qu'élément de la 11. welle (11e vague de mobilisation).
Elle est détruite à Minsk en juin 1944.

## Organisation

### Commandants
| Date                              | Grade                      | Commandant              |
| --------------------------------- | -------------------------- | ----------------------- |
| 5 octobre 1940-12 décembre 1941   | Generalleutnant            | Conrad von Cochenhausen |
| 12 décembre 1942 - ? février 1944 | General der Gebirgstruppen | Hans Schlemmer          |
| ? février 1944 - 1er juin 1944    | Generalmajor               | Rudolf Bader            |
| 1er juin 1944-29 juin 1944        | Generalleutnant            | Ernst Philipp (en)      |

### Officiers d'opérations (Generalstabsoffiziere (Ia))
| Date                          | Grade          | Commandant      |
| ----------------------------- | -------------- | --------------- |
| Octobre 1940 - Novembre 1942  | Major          | Hans Richert    |
| Novembre 1942 - Novembre 1943 | Oberstleutnant | Günther Wentrup |
| Janvier 1944 - ?              | Oberstleutnant | Siegfried Degen |

## Théâtres d'opérations
- Allemagne : octobre 1940 - Juin 1941
- Front de l'Est, secteur Centre : juin 1941 - Juin 1944
  - 1941-1942 : opération Barbarossa
    - 22 octobre 1941 au 22 janvier 1942 : bataille de Moscou

  - Bataille de Białystok–Minsk
  - Bataille de Kiev (1941)
  - Bataille de Koursk
  - Bataille de Smolensk (1943)
  - Opération Bagration
  - Offensive de Bobruisk

## Ordres de bataille
1940
- Infanterie-Regiment 439
- Infanterie-Regiment 445
- Infanterie-Regiment 446
- Artillerie-Regiment 134
- Aufklärungs-Abteilung 134
- Pionier-Bataillon 134
- Panzerjäger-Abteilung 134
- Divisions-Nachrichten-Abteilung 134
- Divisions-Nachschubführer 134

20 juin 1944
- Grenadier-Regiment 439
- Grenadier-Regiment 445
- Grenadier-Regiment 446
- Artillerie-Regiment 134
- Divisions-Füsilier-Bataillon 134
- Panzerjäger-Abteilung 134
- Pionier-Bataillon 134
- Feldersatz-Bataillon 134
- Divisions-Nachrichten-Abteilung 134
- Divisions-Nachschubführer 134

## Décorations
Certains membres de cette division se sont fait décorer pour faits d'armes :
- Agrafe de la liste d'honneur
  - 8
- Croix allemande en Or
  - 70
- Croix de chevalier de la Croix de fer
  - 22
  - 2 feuilles de chêne